# ماري كينغ (متسابقة الحدث)
ماري كينغ (بالإنجليزية: Mary King)‏ هي متسابقة الحدث بريطانية، ولدت في 8 يونيو 1961 في Newark-on-Trent ‏ في المملكة المتحدة.

## وصلات خارجية
- ماري كينغ على موقع الاتحاد الدولي للفروسية (الإنجليزية)
- ماري كينغ على موقع FEI (رابط بديل) (الإنجليزية)
- ماري كينغ على موقع اللجنة الأولمبية الدولية (الإنجليزية)
- ماري كينغ على موقع أوليمبيديا (الإنجليزية)
- ماري كينغ على موقع اللجنة الأولمبية البريطانية (الإنجليزية)